# 워터마크

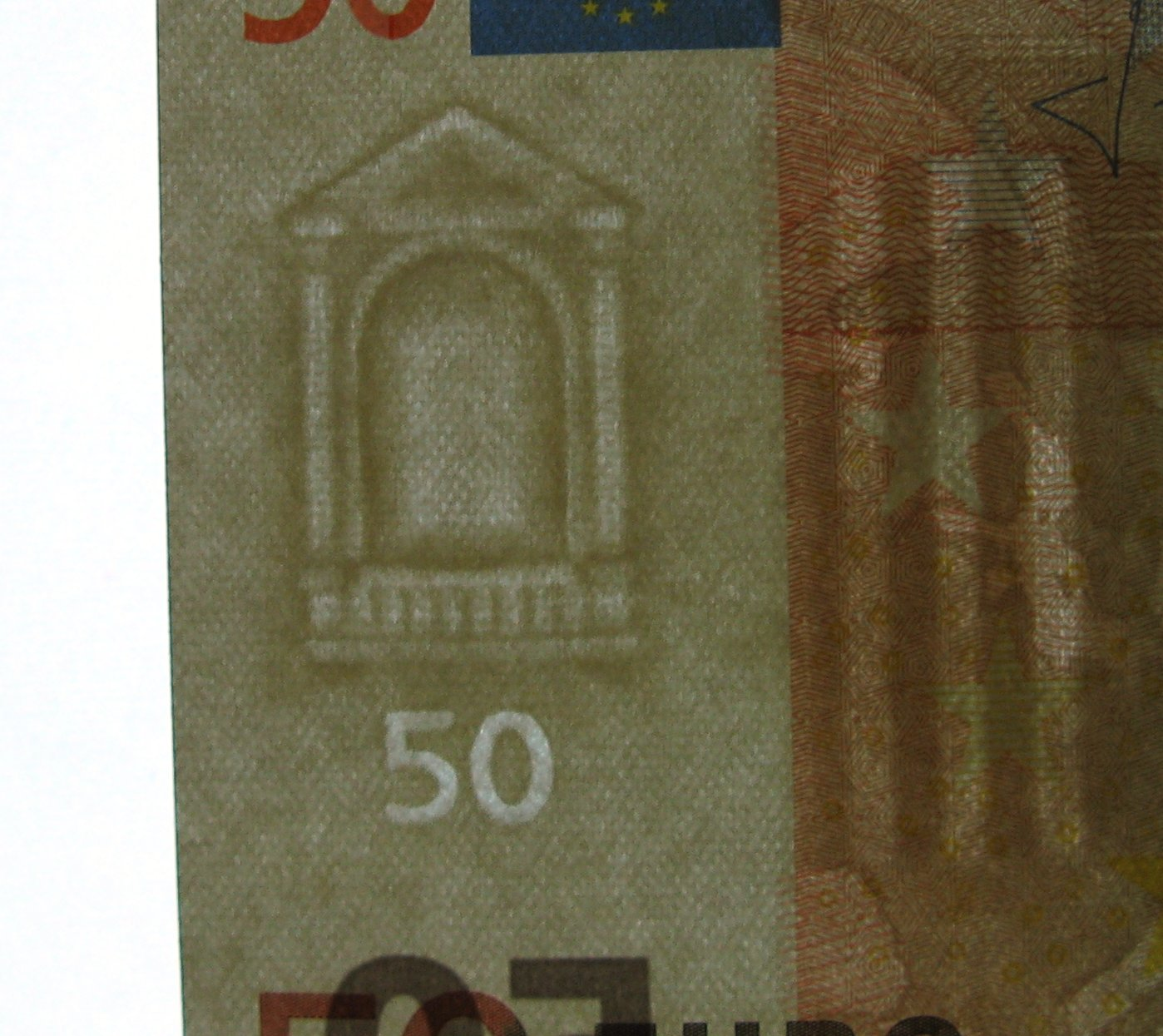
50 유로 은행권에 빛을 비추자 비로소 수위표가 나타난다

워터마크(watermark) 또는 수위표(水位標), 은화(隱畵), 숨은그림은 빛을 비출 때나 빛이 반사될 때에 더 밝게 보이는, 인지할 수 있는 종이의 무늬나 그림을 말한다. 워터마크에는 두 가지 종류가 있다. 하나는 댄디 롤(Dandy Roll) 프로세스, 나머지 하나는 실린더 몰드 프로세스(Cylinder Mould process)이다. 워터마크는 크기, 공장 상표와 위치 판별, 종이 품질, 제작일 등에 사용할 수 있어 유용하다.

## 역사
워터마크의 워터 파트의 기원은 워터마크가 종이에만 존재했던 시절로 거슬러 올라가면 볼 수 있다. 당시 워터마크는 종이의 두께를 변화시켜서 워터마크된 종이의 그림자/빛을 만듦으로써 구성되었다. 종이가 물에 젖어있는 동안 수행되었기 때문에 이러한 과정을 워터마크라고 부르게 되었다.
워터마크는 1282년 이탈리아의 파르비아노 지역에서 처음 도입되었다.

## 같이 보기
- 디지털 워터마크